# Scopula instilata
Scopula instilata är en fjärilsart som beskrevs av Hüfnagel 1767. Scopula instilata ingår i släktet Scopula och familjen mätare. Inga underarter finns listade.